# Марин Христов (художник)
Вижте пояснителната страница за други личности с името Марин Христов.
Марин Димитров Христов е български художник,

## Биография
Роден е на 20 май 1922 г. в с. Добри дол, област Пловдив.
Завършва Националната художествена академия през 1949 г. при проф. Илия Петров, специалност „Живопис“.
Негови картини са притежание на художествените галерии в Русе, Разград и Добрич, както и (малка част) на частни колекционери.
През 1986 г. е запалено ателието на художника, където изгарят над 2 хил. негови творби, което и причина за не толкова голямата му популярност.
Заболява и умира на 6 май 1988 г.